# Cantone di Thonon-les-Bains
Il cantone di Thonon-les-Bains è una divisione amministrativa dell'arrondissement di Thonon-les-Bains.
È stato costituito a seguito della riforma approvata con decreto del 13 febbraio 2014, che ha avuto attuazione dopo le elezioni dipartimentali del 2015.

## Composizione
Comprende i 12 comuni di:
- Allinges
- Armoy
- Bellevaux
- Cervens
- Draillant
- Lullin
- Lyaud
- Orcier
- Perrignier
- Reyvroz
- Thonon-les-Bains
- Vailly